# Megavolt
| Grotere/kleinere eenheden | Grotere/kleinere eenheden | Grotere/kleinere eenheden |
| factor                    | naam                      | symbool                   |
| ------------------------- | ------------------------- | ------------------------- |
| 10−6                      | microvolt                 | μV                        |
| 10−3                      | millivolt                 | mV                        |
| 1                         | volt                      | V                         |
| 103                       | kilovolt                  | kV                        |
| 106                       | megavolt                  | MV                        |
| 109                       | gigavolt                  | GV                        |

De megavolt is een tot het SI behorende afgeleide eenheid. De eenheid heeft het symbool MV. Een megavolt is gelijk aan 106 V, ofwel 1 000 000 volt.
De doorslagspanning van lucht is ruim 3 MV per meter.